# Tiroteo de Praga de 2023
El Tiroteo en la Facultad de Artes en la Universidad Carolina fue un tiroteo masivo, ocurrido el 21 de diciembre del 2023, cuando 14 personas murieron en un tiroteo en la Facultad de Artes de la Universidad Carolina en la plaza Jan Palach en el centro de Praga, República Checa. Veinticinco más resultaron heridos, nueve de ellos de gravedad. La policía que acudió al lugar cerró toda la plaza y sus alrededores. Al llegar la policía, el pistolero se suicidó. También fue declarado responsable de un doble asesinato anterior ocurrido en el bosque de Klánovice seis días antes del ataque principal.
El incidente es el tiroteo masivo más mortífero en la historia de la República Checa desde la Disolución de Checoslovaquia en 1993 y es uno de los peores tiroteos masivos en Europa desde los ataques de París de noviembre del 2015.

## Eventos
Según la policía, el sospechoso fue posiblemente responsable del asesinato de un padre de 32 años y su bebé en un cochecito en el bosque de Klánovice, en las afueras de Praga, el 15 de diciembre. La operación de búsqueda, durante la cual cientos de agentes de policía registraron todo el bosque, finalizó el 20 de diciembre sin que se encontrara ningún sospechoso.
Según un agente de Interpol, el sospechoso mató a su padre en su casa familiar en Hostouň, Kladno.
La policía registró la residencia, donde, según informes, encontró explosivos improvisados y otros explosivos y armas de fuego.  La policía también llevó a cabo registros en el Aeropuerto Václav Havel de Praga, donde el padre del tirador trabajaba en el departamento de seguridad del aeropuerto.

### Tiroteo
A las 14:00 hora local, la policía evacuó un edificio de la Universidad Carolina donde el sospechoso tenía previsto asistir a una conferencia. A las 14:59, la policía recibió los primeros informes del tiroteo en otro edificio, con informes de disparos provenientes del techo del edificio de la facultad de artes de la universidad. Según Pavel Nedoma, director de la cercana galería Rudolfinum, se vio a un hombre en un balcón disparando hacia el puente Mánes, sobre el río Moldava. A las 15:20 la policía encontró muerto al tirador. Posteriormente, la policía registró la plaza Jan Palach y un balcón en busca de explosivos.
Un vídeo del periodista Jiří Forman muestra al sospechoso en la escuela con un rifle. Forman grita "¡Estoy aquí, dispara aquí!" al sospechoso, en un intento de desviar su fuego de los estudiantes que evacuaban el edificio. Forman contó su relato de la interacción a un reportero de TV Nova, una estación de televisión checa. En esa misma entrevista le dijo al periodista que el arma que usó el sospechoso era una ZEV AR-30.

### Víctimas
Al menos 14 personas fallecieron y 25 personas resultaron heridas en el tiroteo. 13 de las fatalidades fueron asesinadas directamente, mientras que una más falleció al intentar escaparse del perpetrador al salir de una ventana.

## Perpetrador

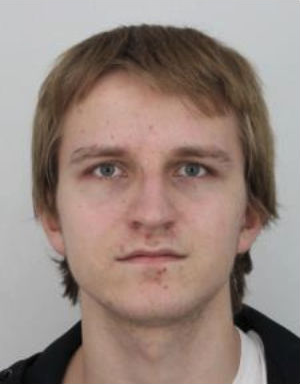
Retrato de identificación de David Kozák, perpetrador.

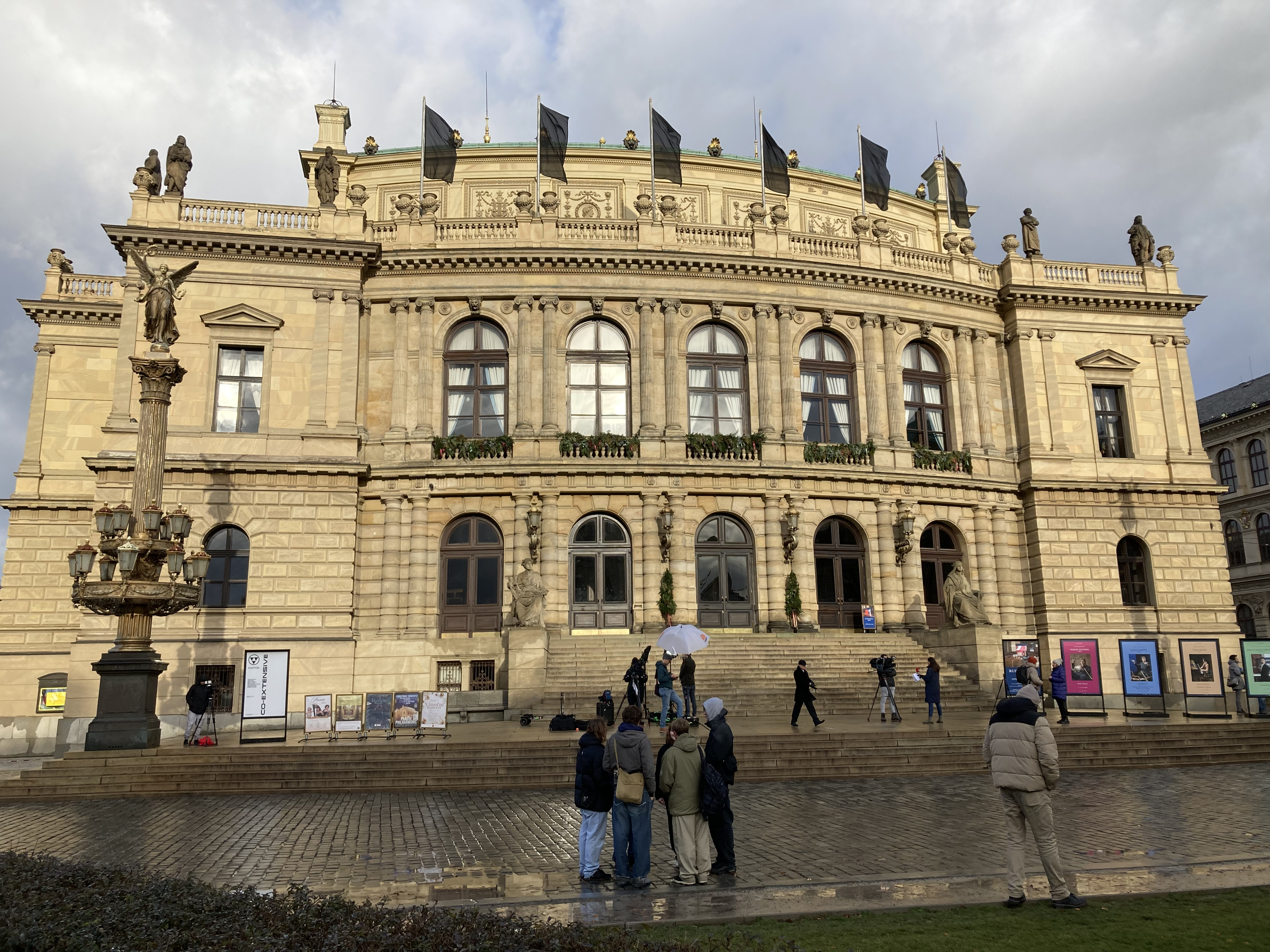
El edificio de Rudolfinum, frente a la Facultad de Artes de la Universidad Carolina; tomada al día siguiente del tiroteo, se exhiben banderas negras en memoria de las víctimas.

David Kozák (nacido el 12 de agosto de 1999) fue identifcado como el perpetrador. Fue un estudiante de historia universal de la ciudad de Kladno, a 24 kilómetros de Praga.
De joven, Kozák siempre mostró tendencias violentas; En un momento, disparó un rifle de aire comprimido hacia una carpa donde dormía su hermana.Su padre era propietario de varias armas, las cuales las enseñó a usar. Aun así, todas las armas usadas en el ataque fueron compradas legalmente por él mismo. En su computador, se descrubió que Kozák le tenía un gusto hacia el anime violento y pornografía asiática de tendencia morbosa, con mujeres vestidas como zombis o cadáveres.
Se cree que el tirador se inspiró en otros tiroteos masivos en el extranjero, entre ellos varios tiroteos escolares occuridos en Rusia en años previos y los atentados de Noruega de 2011. Se cree que su motivo principal fue "vengarse" de la sociedad, ya que se sentía malentendido y presionado académicamente por sus padres y el sistema educativo. Mostró varias tendencias suicidas desde 2022 en adelante.
De acuerdo a una confesión escrita en una carta que dejó tras su muerte, Kozák además asesíno a dos personas en el bosque de Klánovice (en el distrito de Praha 21) a balazos como una "preparación" para su eventual masacre.
El perpetrador supuestamente tenía una cuenta de Telegram que usaba como diario en línea para mostrar su relación con el mundo; usó esto para comunicar sus planes sobre el tiroteo en la escuela, y una publicación decía: "...cuando Ilnaz disparó, me di cuenta de que era más rentable cometer asesinatos en masa que en serie".Un corresponsal ruso de la Radio Checa sugirió que la cuenta de Telegram probablemente era falsa, ya que una publicación fue editada después de la muerte del tirador y las publicaciones fueron escritas "en el idioma de un joven hablante nativo de ruso". La policía no llegó a una conclusión definitiva con respecto a la cuenta de Telegram, citando la negativa de las autoridades rusas a cooperar en el caso.

## Reacciones

### Nacionales

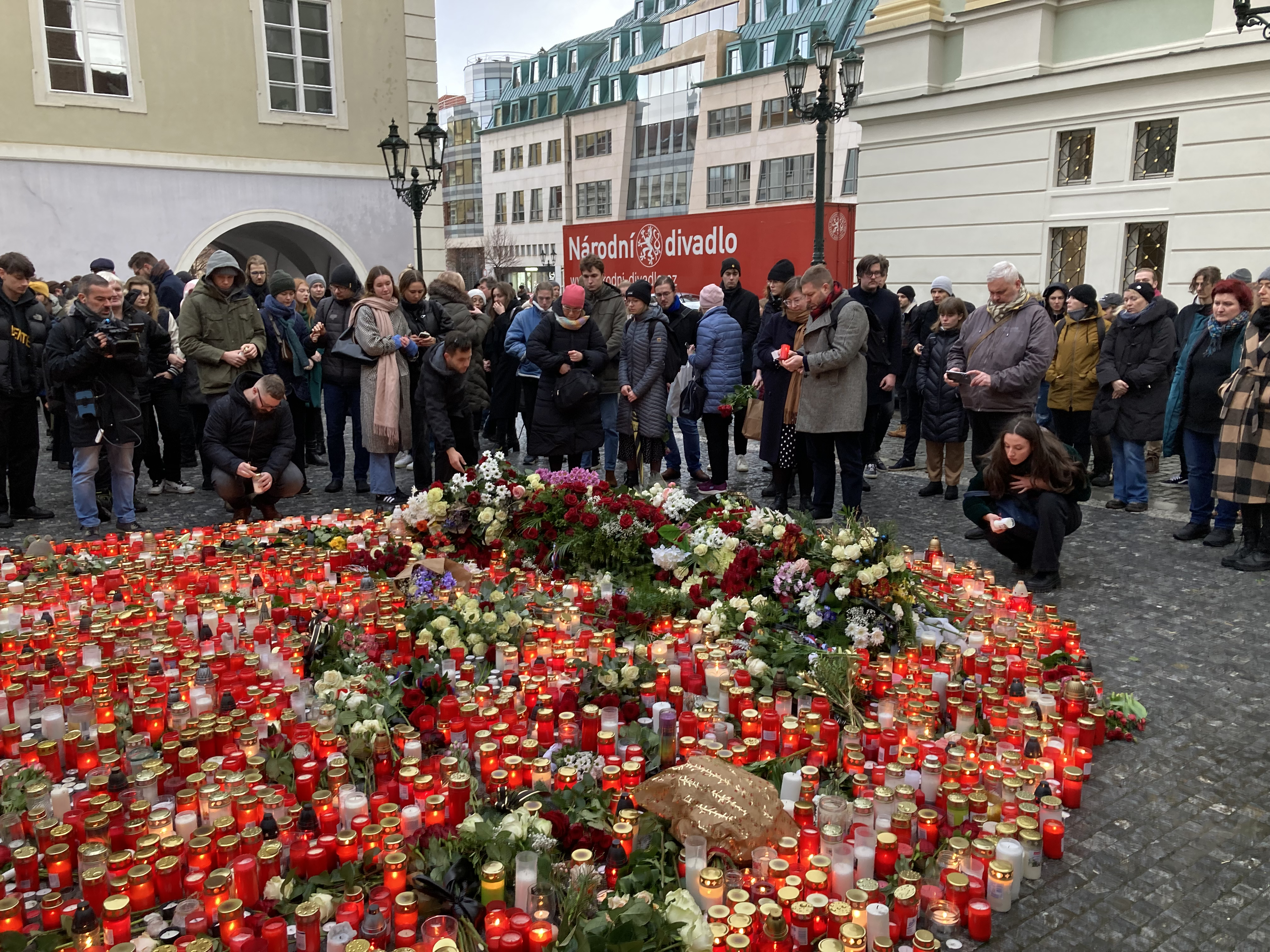
Al día siguiente del tiroteo, se instaló un monumento improvisado frente al Rectorado de la Universidad Carolina.

El ministro del Interior checo, Vít Rakušan, dijo que no había otros tiradores, pero instó a todos a cooperar con la policía. El primer ministro Petr Fiala canceló sus eventos programados en Olomouc y poco después del tiroteo se dirigió a Praga. El presidente checo, Petr Pavel, expresó su más sentido pésame a los familiares y amigos de las víctimas y su conmoción por el tiroteo. Rakušan dijo que los investigadores no sospechan de ningún vínculo ideológico o extremista.
Se pospuso el partido de fútbol de la Liga de Campeones Femenina de la UEFA 2023-24 entre el Slavia Praga y el St. Pölten, que se jugaría en casa en Praga el día del tiroteo.
El gobierno de la República Checa declaró el día 23 de diciembre de 2023 como día de duelo nacional.

### Internacionales
La presidenta de la Comisión Europea, Ursula von der Leyen, afirmó que expresa su «más sentido pésame a las familias de las víctimas y al pueblo checo en su conjunto». La secretaria de prensa de la Casa Blanca, Karine Jean-Pierre, dijo que el presidente Joe Biden y su esposa Jill estaban orando por las familias de las víctimas.
El presidente ucraniano, Volodímir Zelenski, deseó a los heridos una pronta recuperación y que expresó su «sinceras condolencias a las familias de las víctimas».
El primer ministro canadiense, Justin Trudeau, expresó sus condolencias y afirmó: «A nuestros amigos checos: Canadá está de luto con ustedes».
El presidente israelí, Isaac Herzog, dijo que estaba profundamente entristecido por el tiroteo y envió sus condolencias al presidente checo, Petr Pavel, y a los ciudadanos de la nación. También deseó una pronta recuperación para los heridos y expresó su solidaridad con las familias que perdieron a sus seres queridos.
La presidenta eslovaca, Zuzana Čaputová, el primer ministro eslovaco, Robert Fico,  el canciller alemán, Olaf Scholz, el primer ministro húngaro, Viktor Orbán,  y el presidente francés, Emmanuel Macron, también expresaron sus condolencias.
El Papa Francisco manifestó estar «profundamente entristecido» y expresaba su «cercanía espiritual a todos los afectados por esta tragedia».